# Firth
Firth je beseda v angleškem in škotskem jeziku, ki se uporablja za označevanje različnih obalnih voda v Združenem kraljestvu, pretežno znotraj Škotske. Na severnih otokih se pogosteje nanaša na manjši zaliv. Jezikovno je soroden fjordu (oboje iz protogermanskega *ferþuz), ki ima v angleščini bolj omejen pomen. Vodna telesa, imenovana firth, so pogostejša na škotski vzhodni obali ali na jugozahodu države, čeprav je Firth of Clyde izjema. Višavska obala vsebuje številne estuarije, ožine in zalive podobne vrste, ki pa se ne imenujejo liman (npr. Minch in Loch Torridon); namesto tega se pogosto imenujejo morska jezera. Pred približno letom 1850 je bil pogostejši črkovanje Frith.
Jezero je na splošno posledica poledenitve v ledeni dobi in je zelo pogosto povezano z veliko reko, kjer je erozija, ki jo povzročajo učinki plimovanja pritekajoče morske vode, ki teče navzgor, razširila strugo v estuarij. Razmejitev je lahko precej nejasna. Včasih se domneva, da Firth of Clyde vključuje estuarij vse do Dumbartona navzgor po reki, vendar zemljevid Ordnance Survey prikazuje spremembo iz reke v jezero, ki se dogaja ob pristanišču Glasgow. V navigacijskem smislu se izkopani kanal reke Clyde za ladijski promet sreča s kanalom Firth of Clyde na repu brega, kjer reka prečka peščeni pas pri Greenocku, ko se izliv razširi na stičišču v Gare Loch. Lokalno lahko reko opišemo kot segajočo še bolj proti zahodu do točke Gourock.
Vendar so nekateri liman izjeme. Cromarty Firth na vzhodni obali Škotske na primer spominja na veliko jezero z relativno majhnim izlivom v morje, Solway Firth in Moray Firth pa sta bolj podobna izjemno velikima zalivoma. Pentland Firth je ožina in ne zaliv.